# Édouard Vanzeveren
Édouard Vanzeveren (* 27. April 1905 in Melbourne, Australien; † 12. Mai 1948 in Tourcoing) war ein französischer Schwimmer.

## Karriere
Vanzeveren nahm an den Olympischen Spielen 1924 in Paris teil. Hier scheiterte er in den Wettbewerben über 100 m und 400 m Freistil jeweils im Vorlauf an der Halbfinalqualifikation. Mit der französischen Staffel über 4 × 200 m Freistil erreichte er das Halbfinale. Im selben Jahr hielt er für kurze Zeit den nationalen Rekord über 50 m Freistil. 1926 wurde er französischer Meister über 100 m Freistil.